# Nimkhera
Nimkhera o Tirla fou un estat tributari protegit, del tipus thakurat garanti, inicialment a l'agència de Bhopawar i després a l'agència de Malwa, a l'Índia central. La superfície era de 235 km² i la població de 4.641 habitants el 1901 i de 5.553 el 1921. Tenia uns ingressos estimats de 15.300 rúpies el 1880 i de 18.000 rúpies el 1900.
El sobirà portava el títol de bhúmia i era un bhilala. La nissaga tenia origen en Rao Shivaji Chauhan, avi de Rao Balwaji l'ancestre. D'acord amb l'organització feta per Sir John Malcom el bhúmia tenia el poble de Tirla en successió hereditaria poagant un tribut anual de 50 lliures a Dhar, sent responsable de tots els robatoris entre Dhar i Sultanpur. El 1864 va pujar al tron el seu 26è successor Dario Singh de 3 anys; va arribar a la majoria d'edat i va governar fins a la seva mort el 27 de març de 1922 quan el va succeir Ganga Singhji que fou el darrer bhúrmia fins al 1948 i va morir el 1963.